# 晚霞渐淡
晚霞渐淡（日语： Yūyakekoyake ?），又称夕烧小烧，是中村雨红于1919年发表歌词，草川信于1923年作曲的童谣。是描写乡村日落景象时分的抒情歌曲。入选了2007年的日本之歌百选中。

## 晚霞渐淡和八王子市

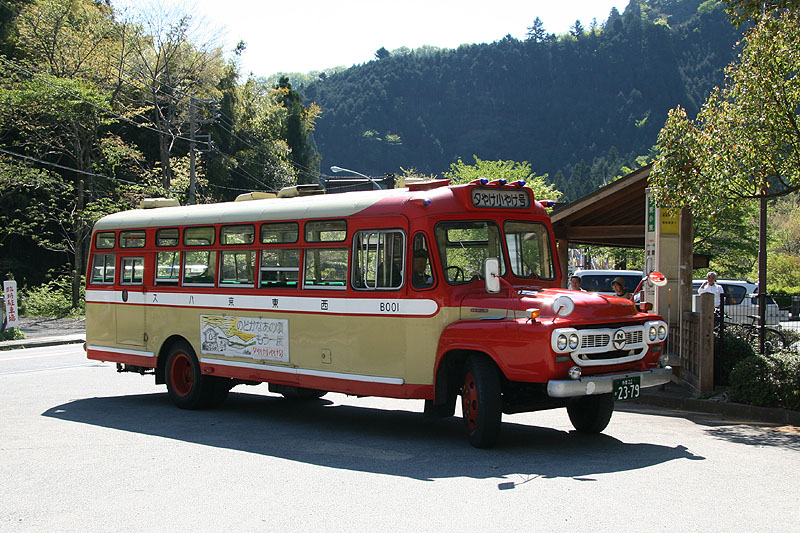
在晚霞渐淡车站停靠着的晚霞渐淡号（夕やけ小やけ号）

这首歌的情景发生在中村雨红的故乡东京府南多摩郡恩方村，也就是现在的东京都八王子市。在雨红的出生地附近，八王子市设置了晚霞渐淡
公交车站。同时也有名为晚霞号（夕やけ小やけ号）的巴士。

## 纪念碑与纪念塔
词作者中村雨红于1916年担任东京府北丰岛郡日暮里町第二日暮里小学校的教师，1918年调任日暮里町第三日暮里小学校。在第三日暮里小学校任职期间创作了晚霞渐淡这首歌曲；现在的荒川区立第二日暮里小学校设立了晚霞渐淡的纪念碑，荒川区立第三日暮里小学校设立了纪念塔。
曲作者草川信在1917年至1927年担任东京府丰多摩郡长谷户小学校的音乐教师，学校设立了晚霞渐淡之碑。

## 地方政府播送歌曲
全国性地，每天到傍晚的时候各个市镇村都通过铁塔，电线杆上的扬声器播放晚霞渐淡。作为提醒周边的小学生们回家的信号，而受到广泛喜爱。但是在一些地区，由于噪音问题和广播装置的老化而于1980年代前期停止播放了。在千叶县柏市，这首歌也称为“パンザマスト”。
- 午后4时千叶县八千代市、东京都八王子市（冬季）、埼玉县川越市（冬季）、神奈川县南足柄市（冬季）
- 午后4時5分千叶县柏市（11月1日至1月7日）
- 午后4時20分东京都东久留米市（10月～3月）
- 午后4時26分埼玉县坂户市（10月～3月）
- 午后4時30分东京都西东京市（冬季）、神奈川县镰仓市、神奈川县二宮町（冬季）、千叶县柏市（1月9日～31日）、埼玉县志木市（冬季）、神奈川县藤泽市（10月～3月）
- 午后4時35分千叶县柏市（10月）
- 午后5時

埼玉县春日部市（2月～3月，9月～10月）
东京都大田区、茨城县土浦市、静冈县西伊豆町、神奈川县海老名市、埼玉县富士見市（3月～10月）
神奈川县藤泽市、神奈川县横须贺市（两者均为4月～9月）
静岡县岛田市、广岛县廿日市市佐伯地区（7月下旬～8月末）
神奈川县二宮町（春秋季）
埼玉县东秩父村、鸟取县鸟取市（冬季）、
东京都千代田区、福冈县大野城市、京都府京丹后市、广岛县神石高原町豊松地区（全年）
东京都八王子市、神奈川县南足柄市（夏季）
埼玉县杉户町（秋季）
石川县鳳珠郡穴水町、宮城县名取市、三重县津市、兵庫县芦屋市、大分县日田市、兵庫県淡路市
- 午后5時5分千叶县柏市（2月～3月，9月）、埼玉县志木市（夏季）
- 午后5時20分东京都东久留米市（4月～9月）
- 午后5時30分东京都西东京市、神奈川县二宮町、埼玉县入間市（以上均为夏季）、千叶县柏市（4月1日～7月18日）
- 午后5時45分千叶县柏市（7月19日～8月末）
- 午后6時福岛县郡山市、埼玉县东秩父村、鸟取县鸟取市（4月～9月）石川县輪岛市，石川县鳳珠郡門前町

## 其他
- 台灣閩南語翻唱版名为《遊夜街》。
- 日本NHK教育频道节目《躲猫猫！》中有此歌曲；后来《咿呀咿呀》引进并翻译该歌曲，名为《晚霞美美》。